# 天才キッズ全員集合〜君ならデキる!!〜
『天才キッズ全員集合〜君ならデキる!!〜』（てんさいキッズぜんいんしゅうごう きみならデキる）は、テレビ朝日で2017年10月16日から2018年2月5日まで月曜19:00 - 20:00に放送されていたバラエティ番組である。
2016年10月6日から2017年9月28日までは『なら≒デキ 〜○○なら××デキるはず〜』のタイトルで木曜0:15 - 0:45（水曜深夜）に放送され、同年9月30日（金曜日）23:15 - 翌0:15にはテレビ朝日系列（一部地域を除く）にて、事前特番が放送された。

## 概要
『なら≒デキ〜○○なら××デキるはず〜』では、ココリコの2人（遠藤章造・田中直樹）が「こんなことが出来るはず」という素朴な思いつきを提案し、本当に出来るかどうかを実際に体を張って挑戦し、検証する内容であった。
2016年12月31日 15:00 - 16:30に『なら≒デキ 大晦日SP』が放送された。
2017年6月18日 18:57 - 20:54に初のゴールデンタイム特番『なら≒デキ プロVS天才キッズ 奇跡の6番勝負 大人とこども 手加減なしのガチ対決』が放送された。
前述のゴールデン特番が好評だったこともあり、同年10月16日より月曜19:00 - 20:00にて『天才キッズ全員集合〜君ならデキる!!〜』に改題・枠移動された。改題・枠移動後初回は19:00 - 21:48の3時間SPとして放送された。同枠で同年8月21日まで放送されていた前番組『世界ルーツ探検隊』で司会を務めていた中丸雄一（KAT-TUN）が、同番組から移籍する形で新たに司会陣に加わる。
『天才キッズ全員集合〜君ならデキる!!〜』では、「天才キッズVSプロ」として子供と大人が対決する内容である。一度学習した教科や生活での家事、マジックやゲームなどの分野にて活躍する「早熟の天才たち」にスポットライトを当てる内容であった。
裏番組の『有吉ゼミ』（日本テレビ）・『ネプリーグ』（フジテレビ）に押されたため、2018年2月5日を以ってレギュラー番組を終了となったが、以降は不定期の特別番組として放送する予定だったが、実際は一度も放送されず事実上の終了となった。なお、本番組の後番組には、3月まで日曜日に放送していた『帰れまサンデー・見っけ隊』がゴールデンタイムに進出し、4月16日より『帰れマンデー見っけ隊!!』が放送開始する（詳細は同番組の項を参照）。

## 出演者

### 深夜番組時代（出演者）
MC
- ココリコ（遠藤章造・田中直樹）
- ゴマブッ子（オネェブロガー）

### ゴールデンタイム時代（出演者）
MC
- ココリコ（遠藤章造・田中直樹）
- 中丸雄一（KAT-TUN）

進行
- 堂真理子（テレビ朝日アナウンサー）

実質的な司会は田中と中丸が務め、遠藤はゲストと共にパネラーとなって対決の勝敗を予想し、判定を行う。

## 放送リスト

### 深夜番組時代（放送リスト）
| 2016年                                                           | 2016年   | 2016年 | 2016年                      |
| 回                                                               | 放送日   | 放送内容 | 備考                        |
| ---------------------------------------------------------------- | -------- | --- | --------------------------- |
| 1                                                                | 10月6日  | - ドローンの達人なら ドローンで鍋のアク取りデキるはず - パーカッションのプロなら 小峠の頭でも良い音鳴らせるはず - 下着のプロなら 太った男のおっぱいもエロくデキるはず - ソプラノ歌手なら カラオケの高音キーMAXでも100点取れるはず - プロボウラーなら ぐるぐるバットで10回まわった後でもストライク取れるはず |                             |
| 2                                                                | 10月13日 | - ヒップホップダンサーなら 餅つきのリズムでもカッコ良く踊れるはず - カリスマ美容師なら アキバ系のオタクの後ろ姿だけなら読モみたいにデキるはず - シミ抜きの達人なら コーヒーに2日間漬けた白いTシャツを元通りにデキるはず - 動体視力の良いボクサーなら どんな物が目の前を横切っても何か分かるはず - ベテラン豆腐職人なら 自然の物だけで虹色の豆腐を作れるはず                                                                                    | 15分繰り下げ（0:30 - 1:00） |
| 3                                                                | 10月20日 | - 現役美大生なら QRコードを手で描いてもサイトに飛べるはず - バレーボール選手なら ロングサーブでバスケのシュートを決められるはず - ベテランのそば職人なら 見た目だけでそばつゆと麦茶 見分けられるはず - レスリングの選手なら ブリッジをしてテーブル代わりにデキるはず - ハンドボールの選手なら パイ投げで顔面シュート決められるはず - ラッパーなら 知らないスポーツも即興でカッコ良く実況解説デキるはず                                         |                             |
| 4                                                                | 10月27日 | - 記憶術の達人なら 無名若手芸人104人の顔と名前 一度見ただけで全部覚えられるはず - 現役東大生なら レシピを暗記してフランス料理を完全再現デキるはず - ベテランのポールダンサーなら 公園の遊具でもポールダンス デキるはず - 日本一のけん玉達人なら 丸い物 何でもけん玉にデキるはず |                             |
| 5                                                                | 11月3日  | - 一流アスリートたちに素朴な提案をムチャぶりして検証に挑戦して貰う! - 巨大な輪っかに乗る「ラート」競技で世界一に輝く超実力者は、ドライブスルーで買い物が出来るかに挑戦! - 人間がグルグル回転する超美技連発にココリコ大興奮! - 更にプロサーファー、円盤投げ、ダンサーなど達人たちが続々登場! |                             |
| 6                                                                | 11月10日 | - 世界No.1のパティシエなら生姜焼き定食もケーキみたいに可愛くデコレーションデキるはず - クレーン運転士ならクレーンゲームを完璧にデキるはず - 砂時計職人なら目分量でも3分ピッタリの砂時計を作る事がデキるはず - 一流のバス歌手ならカラオケの1番↓のキーで100点取る事がデキるはず - ジグソーパズルの達人なら割れたせんべいを復元デキるはず |                             |
| 7                                                                | 11月17日 | - 元有名体操選手なら 体操の小学生チャンピオンに勝てるはず（池谷直樹vs体操で日本一の小学生） - アルプホルン奏者なら アルプホルンを吹いてスカートめくれるはず |                             |
| 8                                                                | 11月24日 | しょうもないムチャぶりSP - わさび職人なら わさび寿司を完食デキるはず - サンシャイン池崎なら 江の島の端で大声出せば反対側に聞こえるはず - サンシャイン池崎なら ラブホテルで叫べば隣の部屋に聞こえるはず - 一流書道家なら どんな文字を書いても芸術っぽくデキるはず - ダンサーなら コンビニの入店時に流れる音楽でもカッコよく踊れるはず - アフロの人なら 頭にイガグリを落としても気付かないはず                                                   |                             |
| 9                                                                | 12月1日  | 美女にムチャぶりSP - 全く仕事の無いグラビアアイドルなら 変な水着のオファーも受けるはず - グラスハープ奏者なら 立ち飲み屋の日本酒グラスでも演奏デキるはず - ビーズ作りの達人なら QRコードをビーズで作ってもサイトに飛ぶことがデキるはず |                             |
| 10                                                               | 12月8日  | アスリートにムチャぶりSP - トランポリンの達人なら 空中でパジャマに着替える事がデキるはず - トランポリンの達人なら バスケットゴールにオーバーヘッドシュート決められるはず - アームレスリング王者なら 梱包材をひと握りで全て破裂デキるはず - 空手の達人なら 指定された枚数の瓦を割る事がデキるはず - サンシャイン池崎なら 巨大冷凍庫の中でもひとネタ終わるまで体温維持デキるはず - 元体操選手・池谷直樹なら スポーツテストをカッコよくデキるはず |                             |
| 11                                                               | 12月15日 | プライドを懸けた戦いSP - コマ回しの達人なら バイきんぐ小峠の頭の上でもコマを回せるはず - 宅配ピザ店の社長なら 自分の会社の商品は全て分かるはず - 一流の彫刻家なら 大根でミロのヴィーナス像を作る事がデキるはず |                             |
| 12                                                               | 12月22日 | プロの技が爆発SP - カヤックの達人なら 炉端焼きの大しゃもじでも川下りデキるはず - 包丁研ぎ師なら 何でも日本刀くらいの切れ味にデキるはず - 物理学者なら 30段に積まれたダルマ落としでも成功デキるはず - 大型重機の達人なら 重機で羊かん持ち上げる事がデキるはず - Gカップグラビアアイドルなら 何でもたわわチャレンジデキるはず - 一級建築士同士なら ジェンガの世界記録を抜くことが出来るはず                                                      |                             |
| （12月29日は『年の瀬恋愛ドラマ第1夜「緊Q不倫速報」』のため休止） |          | |                             |
| SP                                                               | 12月31日 | 一流アスリートにムチャぶりSP - 崖を登れるトップクライマーなら 安土城に素手で登る事がデキるはず - 卓球の元日本代表選手なら 小学生チャンピオンに勝てるはず - 元ソフトボール選手なら 逃げ回るドローンの的を撃ち落とせるはず - 元ハンドボール選手なら 逃げ回るドローンの的を撃ち落とせるはず - 元プロ野球のキャッチャーなら 高速テニスサーブをキャッチできるはず                                                                                   | 15:00 - 16:30に放送。       |

| 2017年                                                                                         | 2017年  | 2017年 | 2017年                      |
| 回                                                                                             | 放送日  | 放送内容 | 備考                        |
| ---------------------------------------------------------------------------------------------- | ------- | --- | --------------------------- |
| （1月5日は『新日本プロレス45周年記念 新春ワールドプロレスリングSP 1.4 東京ドーム』のため休止） |         | |                             |
| 13                                                                                             | 1月12日 | 一流アスリートにムチャぶりSP - ディスクゴルフの達人なら ディスクでシャンパンのコルクを開ける事がデキるはず - ハンググライダーの達人なら 1時間のフライトで洗濯物をカラッカラに乾かせるはず - 元プロ野球の投手なら 逃げ回るドローンの的を撃ち落とせるはず - アーチェリーの達人なら 逃げ回るドローンの的を撃ち落とせるはず |                             |
| 14                                                                                             | 1月19日 | - 元日本代表選手なら 世界2位の小学生チャンピオンに勝つことが出来るはず |                             |
| 15                                                                                             | 1月26日 | - ラートの世界チャンピオンなら ラートに乗ったまま旅行がデキるはず - アーチェリーの達人なら ホームランの的でも命中デキるはず - 元メジャーリーガーなら 野球ボールでボウリングのストライク取れるはず - バブル芸人・平野ノラなら バブル期に活躍した芸能人に気づく事がデキるはず |                             |
| 16                                                                                             | 2月2日  | - オセロの元世界王者なら 小学生王者に勝てるはず - プロハスラーなら 物干し竿でトリックショット決められるはず - プロアイスホッケー選手なら パックでだるま落としデキるはず |                             |
| 17                                                                                             | 2月9日  | - 藤田ニコルなら ダサい服でもコーディネートデキるはず - まつエクの達人なら つまようじ10本乗せられるはず - やり投げの達人なら やり以外の物で投げて新記録出せるはず - ハンドボール選手なら 湿布を投げてバイきんぐ小峠の背中に貼る事がデキるはず |                             |
| 18                                                                                             | 2月16日 | - 卓球の元五輪代表選手なら 卓球小学生チャンピオンに勝てるはず - プロスケボー選手なら 台車でもスゴ技が成功デキるはず |                             |
| 19                                                                                             | 2月23日 | - プロゴルファー古閑美保なら ゴルフの小学生チャンピオンに勝てるはず |                             |
| 20                                                                                             | 3月2日  | - 水泳のリオオリンピック代表選手なら 小学生チャンピオンに勝てるはず - ボディビルダーなら キレッキレで踊れるはず |                             |
| 21                                                                                             | 3月9日  | - トランポリン選手なら 空中着替え対決デキるはず - 元プロサッカー選手なら フリーキックでバレー選手の壁越えられるはず |                             |
| 22                                                                                             | 3月16日 | - トリノオリンピック代表・成田童夢なら スノボーの小学生チャンピオンに勝てるはず - 上下赤い服の高山善廣なら カズレーザーに間違えられるはず |                             |
| 23                                                                                             | 3月23日 | - サンシャイン池崎なら 日本の本土・最北端の宗谷岬でも24時間ハイテンション維持デキるはず - ラクロス女子日本代表なら 的当てでパーフェクトとれるはず | 15分繰り下げ（0:30 - 1:00） |
| 24                                                                                             | 3月30日 | - プロボウラーなら 小学生チャンピオンにスプリット対決で勝てるはず - BMXの達人なら BMXに乗ったままバイキング楽しめるはず |                             |
| 25                                                                                             | 4月6日  | - ヨーヨーの世界チャンピオンなら ヨーヨーの最強小学生に勝てるはず - ポゴスティックの達人なら リサイクルショップにあるもの飛び越えられるはず - 新体操の選手なら 野球のフライも華麗に取れるはず |                             |
| 26                                                                                             | 4月13日 | - 一流の画家なら お好み焼きの上にソースとマヨネーズだけで芸術的な肖像画を描く事がデキるはず - ヴィジュアル系バンドなら おじさんもメイクで新メンバーっぽくデキるはず - パルクールの達人なら カッコよく学校生活おくれるはず - お坊さんなら 正座したままでも眠る事がデキるはず | 15分繰り下げ（0:30 - 1:00） |
| 27                                                                                             | 4月20日 | - フラッシュ暗算のギネス世界記録ホルダーなら 天才暗算小学生に勝てるはず - カツラ職人なら バイキング小峠を一般人に紛れ込ませることがデキるはず |                             |
| 28                                                                                             | 4月27日 | - オセロの元世界チャンピオンなら スーパーオセロキッズに勝てるはず - 浜松市長なら 浜松餃子と宇都宮餃子を仕分けデキるはず - ポールダンサーなら 遊園地の遊具でポールダンスデキるはず |                             |
| 29                                                                                             | 5月4日  | - バドミントン五輪元日本代表なら バドミントンの小学生チャンピオンに勝てるはず - アキラ100%なら お盆の代わりに丸い物なんでもネタ一本通せるはず |                             |
| 30                                                                                             | 5月11日 | - マネージャーなら 感謝の手紙でタレントを泣かせられるはず - ハンドボールのキーパーなら ハンドボール以外のシュートも止められるはず |                             |
| 31                                                                                             | 5月18日 | - 東大卒のインテリ芸能人なら 天才小学生より早く脱出ゲームをクリアデキるはず - 綱渡りの達人なら 綱引きしている綱の上でも渡ることがデキるはず |                             |
| 32                                                                                             | 5月25日 | - 中村孝明なら 料理の小学生チャンピオンに勝つことがデキるはず - バイきんぐ・西村なら 壁から出たスキンヘッドの中から小峠を当てられるはず |                             |
| 33                                                                                             | 6月8日  | - サッカー選手同士なら 双方のコーナーからボールを蹴って空中でボール同士をぶつける事がデキるはず - カーリング選手なら 色んな物思い通りに届けられるはず - スタントマンと柔道家なら 巴投げの勢いを利用してかっこよく着地デキるはず |                             |
| 34                                                                                             | 6月15日 | - バドミントンの元オリンピック選手なら小学生チャンピオンに勝てるはず - 似顔絵師なら小峠の後頭部に描いた似顔絵でもアプリで顔認識されるはず |                             |
| SP                                                                                             | 6月18日 | プロVS天才キッズ 奇跡の6番勝負 大人とこども 手加減なしのガチ対決 - 競泳オリンピック銅メダリストなら 小学生チャンピオンに負けるはずが無い! - アーチェリー オリンピック銀メダリストなら 小学生チャンピオンに負けるはずが無い! - レスリング オリンピック金メダリストなら 小学生チャンピオンに負けるはずが無い! - 一流作曲家なら 天才ピアノキッズに負けるはずが無い! - 記憶力の日本チャンピオンなら 中国の天才記憶力キッズに負けるはずが無い! - 日本初の女性プロクライマーなら フリークライミングの小学生チャンピオンに負けるはずが無い! | 18:57 - 20:54に放送。       |
| 35                                                                                             | 6月22日 | - サッカー元日本代表GKなら 天才サッカー少年チームにシュートアウト対決で勝てるはず - NBA選手なら 玉入れの玉を全てブロック デキるはず - 草笛の名人なら 八百屋さんにある色んな野菜でも草笛デキるはず |                             |
| 36                                                                                             | 6月29日 | - 元女子テニス全日本チャンピオンなら テニスの天才キッズに勝てるはず - フラフープの達人なら フラフープしながらラジオ体操デキるはず |                             |
| 37                                                                                             | 7月6日  | - 元体操選手なら 体操の小学生チャンピオンに勝てるはず |                             |
| 38                                                                                             | 7月13日 | - フリークライミング女王なら 小学生チャンピオンに勝てるはず - スタチューの達人なら 足つぼマッサージされても動かないはず | 15分繰り下げ（0:30 - 1:00） |
| 39                                                                                             | 7月20日 | - アーチェリー アテネ五輪銀メダリストなら 小学生チャンピオンに勝てるはず - アイドルファンなら シルエットだけで推しメン当てられるはず - フリースタイルフットボール元日本チャンピオンなら いろんな被り物してもリフティングデキるはず | 15分繰り下げ（0:30 - 1:00） |
| （7月27日は『世界水泳ブダペスト2017 競泳決勝 第4日』のため休止）                               |         | |                             |
| 40                                                                                             | 8月3日  | - プロビリヤードプレーヤーなら 天才キッズに勝てるはず |                             |
| 41                                                                                             | 8月10日 | - 世界のトップライダーなら ポケットバイクの小学生チャンピオンに勝てるはず - プロアイスホッケー選手なら エアホッケーの達人にも勝てるはず - 筆ペンメーカーの社員なら キレイな字が書けるはず | 30分繰り下げ（0:45 - 1:15） |
| 42                                                                                             | 8月17日 | - 競技かるた5段の達人なら 小学生チャンピオンに勝てるはず - プロゴルファーなら バッティングセンターでティーショット打ってホームランデキるはず - お母さんなら 『おいでおいで』して赤ちゃんを自分の元に呼べるはず | 30分繰り下げ（0:45 - 1:15） |
| 43                                                                                             | 8月24日 | - プロダーツプレイヤーなら 天才ダーツキッズに勝てるはず - 世界最強の塗料LINE-Xなら 卵でヒット打つ事がデキるはず | 30分繰り下げ（0:45 - 1:15） |
| 44                                                                                             | 8月31日 | - 元トップレーサー・片山右京なら 小学生チャンピオンレーサーに勝てるはず - ギタリストなら カラオケの精密採点で高得点取れるはず - 紙飛行機の達人なら 紙飛行機で川も横断デキるはず |                             |
| 45                                                                                             | 9月7日  | - 一流マジシャン兄弟なら マジックの天才キッズに勝てるはず - 演技の天才キッズなら 芸人がギャグをしてもドラマ撮影デキるはず |                             |
| 46                                                                                             | 9月14日 | - ブレイクダンス元世界チャンピオンなら天才キッズに勝てるはず - 元世界王者亀田大毅ならムチャぶり3番勝負勝てるはず | 15分繰り下げ（0:30 - 1:00） |
| 47                                                                                             | 9月21日 | - 記憶の達人なら 短時間の記憶でその道のマニアとのクイズ対決で勝てるはず - 四足走行世界記録保持者なら 短距離走天才キッズに勝てるはず - 敏腕弁護士なら ラッパーとのラップバトル冷静に論破デキるはず |                             |
| 48                                                                                             | 9月28日 | 遠藤章造セレクション - グラスハープ奏者なら 立ち飲み屋の日本酒グラスでも演奏デキるはず 田中直樹セレクション - 美大生なら QRコードを手で描いてもサイトに飛べるはず ゴマブッ子セレクション - パーカッションのプロなら 小峠の頭でも良い音鳴らせるはず ココリコ・ゴマブッ子の3人全員一致の検証 - ダンサーなら 餅つきのリズムでもカッコ良く踊れるはず - 日本一の記憶術の達人なら 無名の若手芸人100人の顔と名前全部覚えられるはず - オセロの元世界王者なら 天才小学生チャンピオンに勝てるはず                                              |                             |

### ゴールデンタイム時代（放送リスト）
| 2017年 | 2017年   | 2017年 | 2017年                                                   | 2017年                    |
| 回 | 放送日   | 放送内容 | ゲスト                                                   | 備考                      |
| --- | -------- | --- | -------------------------------------------------------- | ------------------------- |
| 1 | 10月16日 | - ピアノ対決 - 漢字対決 - 鉄道知識対決 - オセロ対決                                                                                      | 反町隆史 関根勤 三田寛子 玉森裕太（Kis-My-Ft2） 小倉優子 | 3時間SP （19:00 - 21:48） |
| 2 | 10月23日 | - 暗算対決 - オセロ対決 | 泉谷しげる 勝俣州和 スザンヌ 髙田万由子                  |                           |
| 3 | 10月30日 | - 速読対決 - 料理対決 - オセロ対決 | 紺野美沙子 SHELLY 高橋英樹 棚橋弘至                      |                           |
| 4 | 11月6日  | - ピアノ対決 - 漢字対決 | あき竹城 伊集院光 志田未来 関根麻里                      |                           |
| 5 | 11月13日 | - 漢字対決 - ジャグリング対決 | あき竹城 伊集院光 志田未来 関根麻里                      |                           |
| （11月20日は『無人駅で飲食店を見っけ隊&Qさま!!大人の語彙力テスト 豪華2本立て3時間SP・第1部』〈19:00 - 20:45〉のため休止） （11月27日は『中居正広の身になる図書館 やすらぎの郷同窓会3時間スペシャル』〈19:00 - 21:48、60分前拡大・114分拡大〉のため休止） |          | |                                                          |                           |
| 6 | 12月4日  | 天才オセロ少年が世界戦で衝撃デビュー3時間SP - オセロ界の”藤井四段”こと髙橋くん世界デビュー - ピアノアレンジ王決定戦 - 天才キッズファイル | 伊集院光 キムラ緑子 桐谷美玲 坂下千里子                  | 3時間SP （19:00 - 21:48） |
| 7 | 12月11日 | - 漢字対決（宇治原史規〈ロザン〉が参加） - 世界遺産対決（やくみつる・天明麻衣子が参加）                                                  | 足立梨花 陣内孝則 宮崎美子                               | 4分縮小 （19:00 - 19:56） |
| 8 | 12月18日 | - 漢字対決（麻木久仁子が参加） - はさみ将棋対決（つるの剛士が参加） - 天才キッズファイル                                                 | 小倉優子 神保悟志 渡辺えり                               |                           |
| （12月25日は『Qさま!!3時間SP』〈第1部：19:00 - 20:17、第2部：20:20 - 22:09〉のため休止） |          | |                                                          |                           |

| 2018年                                | 2018年  | 2018年                                                                               | 2018年                         | 2018年                      |
| 回                                    | 放送日  | 放送内容                                                                             | ゲスト                         | 備考                        |
| ------------------------------------- | ------- | ------------------------------------------------------------------------------------ | ------------------------------ | --------------------------- |
| （1月1日 - 15日は年始編成のため休止） |         |                                                                                      |                                |                             |
| 9                                     | 1月22日 | - 漢字対決（宇治原史規〈ロザン〉が参加） - 外国人ママも驚いた!噂の天才キッズ         | 泉谷しげる 坂下千里子 塚本高史 |                             |
| 10                                    | 1月29日 | - 新企画 ママタレ&パパタレが潜入調査 - ここまで進化している!衝撃の英才教育ランキング | 泉谷しげる 坂下千里子 塚本高史 | 6分早終了 （19:00 - 19:54） |
| 11                                    | 2月5日  | - 世界遺産対決（やくみつるが参加） - 天才キッズ中学受験に密着ドキュメント            | 小倉優子 勝村政信 宮崎美子     | 6分早終了 （19:00 - 19:54） |

## スタッフ

### 深夜番組時代（スタッフ）
- ナレーター：はいだしょうこ
- 構成：鈴木おさむ、なかじまはじめ、工藤ひろこ、坂田康子、飯塚大悟、大平将貴、奥山聡紀、三浦智信、木崎正和、富田雄大、高橋邦彦、横張晋司
- 技術：辺見洋 (tsp)
- 美術協力：テレビ朝日クリエイト
- 編集：服部美里 (IMAGICA)
- MA：松丸祐香 (IMAGICA)
- 音効：小沼圭、田尻夕
- TK：中里優子
- CG：森三平
- イラスト：小迎裕美子
- 編成：吉冨大輔
- 宣伝：高橋夏子
- 協力：東京オフラインセンター
- 制作スタッフ：辻敬太、坂入清美、金城桃子、鹿島望未、関根健司、小林弘大、松村葵、萩原わかな、山本司
- アシスタントプロデューサー：百瀬和幸
- 制作進行：町田沙織
- ディレクター：上山健太郎、白井基教、山外翼、渡邉咲紀、生越直紀、鈴木鴻司、小川真紀
- チーフディレクター：三枝健介、黒柳貴仁（黒柳→以前はディレクター）、永井裕史
- プロデューサー：倉島章二、岩本浩一
- ゼネラルプロデューサー：友寄隆英
- 制作著作：テレビ朝日

### ゴールデンタイム時代（スタッフ）
- ナレーター：はいだしょうこ、田子千尋
- 構成：鈴木おさむ、なかじまはじめ、飯塚大悟、大平将貴、三浦智信、木﨑正和、冨田雄大、高橋邦彦、横張晋司
- TM：高田格
- 技術：廣瀬義幸、斉藤紘志
- カメラ：斉藤紘志、廣瀬義幸
- 音声：猪俣晃、加藤翠
- 映像：石原敬太
- VTR：高橋秀文、伊藤和博
- 照明：江口義信
- 美術：小山晃弘
- デザイン：浜野恭平、佐藤朝美、吉岡理人
- 美術進行：山本和記、柴田岳
- 大道具：吉村宏嗣
- 電飾・システム：佐藤優（メインセット）、笹木あおい（サブセット）
- モニター：下園拓也
- 特効：釜田智志
- メイク：川口カツラ店
- 美術協力：tv asahi create、tv asahi service、テルミック、コマテン
- 編集：下間俊樹、岩崎直樹 (ヌーベルアージュ)
- MA：安河内隆文、井坂拓人 (ヌーベルアージュ)
- 音響効果：田尻夕
- TK：中里優子
- CG：森三平
- 編成：吉冨大輔、篠宮康希
- 宣伝：高橋夏子
- 協力：東京オフラインセンター 他
- 制作協力：DEFQON.5、クリーク・アンド・リバー社、 TVBOX
- 制作スタッフ：山本司、坂入清美、金城桃子、関根健司、宮本晶香、辻卓摩、内田由貴子、岡本瞭、石橋賢、林田拓也、星野慶太、渡辺健太、瑞原信行、坪山祐太、萩原わかな、嘉数香織、山口健四郎
- 制作進行：町田沙織、榎澤由真
- アシスタントプロデューサー：百瀬和幸、金銀善、奥田紗代
- ディレクター：西山嘉昭、小川真紀、綾部梨花、永井裕史、鈴木鴻司、山外翼、生越直紀、白井基教、熊川隆太、成田勇介、吉田航、梶山飛博、土屋豪広、山浦太郎
- チーフディレクター：萩原雄祐、黒柳貴仁、栗山裕次郎
- 演出：三枝健介
- プロデューサー：倉島章二、米川宝、中野光春、岩本浩一、安井章浩、宇和川隆、田嶋香里、細越貴子、常盤俊郎、今野恒
- ゼネラルプロデューサー：友寄隆英
- 制作著作：テレビ朝日

## ネット局と放送時間

### 深夜番組時代（ネット局）
| 放送対象地域   | 放送局                     | 系列           | 放送日時                     | 放送期間                      | 遅れ       | 備考      |
| -------------- | -------------------------- | -------------- | ---------------------------- | ----------------------------- | ---------- | --------- |
| 関東広域圏     | テレビ朝日（EX）           | テレビ朝日系列 | 木曜 0:15 - 0:45（水曜深夜） | 2016年10月6日 - 2017年9月28日 | 制作局     | 制作局    |
| 岩手県         | 岩手朝日テレビ（IAT）      | テレビ朝日系列 | 木曜 0:15 - 0:45（水曜深夜） | 2016年10月6日 - 2017年9月28日 | 同時ネット |           |
| 秋田県         | 秋田朝日放送（AAB）        | テレビ朝日系列 | 木曜 0:15 - 0:45（水曜深夜） | 2016年10月6日 - 2017年9月28日 | 同時ネット |           |
| 山形県         | 山形テレビ（YTS）          | テレビ朝日系列 | 木曜 0:15 - 0:45（水曜深夜） | 2016年10月6日 - 2017年9月28日 | 同時ネット |           |
| 福島県         | 福島放送（KFB）            | テレビ朝日系列 | 木曜 0:15 - 0:45（水曜深夜） | 2016年10月6日 - 2017年9月28日 | 同時ネット |           |
| 長野県         | 長野朝日放送（abn）        | テレビ朝日系列 | 木曜 0:15 - 0:45（水曜深夜） | 2016年10月6日 - 2017年9月28日 | 同時ネット |           |
| 山口県         | 山口朝日放送（yab）        | テレビ朝日系列 | 木曜 0:15 - 0:45（水曜深夜） | 2016年10月6日 - 2017年9月28日 | 同時ネット | [ 注 9 ]  |
| 沖縄県         | 琉球朝日放送（QAB）        | テレビ朝日系列 | 木曜 0:15 - 0:45（水曜深夜） | 2016年10月6日 - 2017年9月28日 | 同時ネット |           |
| 宮城県         | 東日本放送（KHB）          | テレビ朝日系列 | 火曜 0:20 - 0:50（月曜深夜） | 2016年10月18日 - 不明         | 遅れネット |           |
| 広島県         | 広島ホームテレビ（HOME）   | テレビ朝日系列 | 火曜 0:20 - 0:50（月曜深夜） | 2016年10月18日 - 不明         | 遅れネット |           |
| 香川県・岡山県 | 瀬戸内海放送（KSB）        | テレビ朝日系列 | 月曜 0:40 - 1:10（日曜深夜） | 2016年10月20日 - 不明         | 遅れネット | [ 注 10 ] |
| 日本全域       | テレ朝チャンネル1 (CS放送) | テレビ朝日系列 | 木曜 21:00 - 21:30           | 2016年11月10日 - 不明         | 遅れネット |           |
| 新潟県         | 新潟テレビ21（UX）         | テレビ朝日系列 | 木曜 0:20 - 0:50（水曜深夜） | 2016年11月24日 - 不明         | 遅れネット |           |
| 愛媛県         | 愛媛朝日テレビ（eat）      | テレビ朝日系列 | 木曜 1:50 - 2:20（水曜深夜） | 2016年11月24日 - 不明         | 遅れネット |           |
| 福岡県         | 九州朝日放送（KBC）        | テレビ朝日系列 | 木曜 1:50 - 2:20（水曜深夜） | 2016年12月1日 - 不明          | 遅れネット |           |
| 鳥取県・島根県 | 山陰放送（BSS）            | TBS系列        | 水曜 1:28 - 1:58（火曜深夜） | 2017年2月23日 - 不明          | 遅れネット | [ 注 11 ] |
| 熊本県         | 熊本朝日放送（KAB）        | テレビ朝日系列 | 火曜 1:15 - 1:45（月曜深夜） | 2017年4月18日 - 不明          | 遅れネット |           |
| 近畿広域圏     | 朝日放送（ABC）            | テレビ朝日系列 | 月曜 1:10 - 1:45（日曜深夜） | 2017年4月24日 - 不明          | 遅れネット | [ 注 13 ] |

#### 不定期ネット局
- 北海道・北海道テレビ（HTB）

#### 過去のネット局
いずれの放送局も不定期で放送する場合があった。
- 石川県・北陸朝日放送（HAB）：土曜 12:00 - 12:30、2016年10月22日 - 12月24日
- 青森県・青森朝日放送（ABA）：日曜 1:00 - 1:30（土曜深夜）[注 14]、2016年10月30日 - 2017年3月26日、2017年4月以降は不定期放送（主に土曜16:55 - 17:25といった時間などで放送することが増えた）。
- 鹿児島県・鹿児島放送（KKB）：水曜 1:45 - 2:15（火曜深夜）、2016年10月26日 - 2017年3月29日

### ゴールデンタイム時代（ネット局）
| 放送対象地域   | 放送局                       | 系列           | 放送時間           | 遅れ       |
| -------------- | ---------------------------- | -------------- | ------------------ | ---------- |
| 関東広域圏     | テレビ朝日（EX）             | テレビ朝日系列 | 月曜 19:00 - 20:00 | 制作局     |
| 北海道         | 北海道テレビ（HTB）          | テレビ朝日系列 | 月曜 19:00 - 19:54 | 同時ネット |
| 青森県         | 青森朝日放送（ABA）          | テレビ朝日系列 | 月曜 19:00 - 19:54 | 同時ネット |
| 岩手県         | 岩手朝日テレビ（IAT）        | テレビ朝日系列 | 月曜 19:00 - 19:54 | 同時ネット |
| 宮城県         | 東日本放送（KHB）            | テレビ朝日系列 | 月曜 19:00 - 19:54 | 同時ネット |
| 秋田県         | 秋田朝日放送（AAB）          | テレビ朝日系列 | 月曜 19:00 - 19:54 | 同時ネット |
| 山形県         | 山形テレビ（YTS）            | テレビ朝日系列 | 月曜 19:00 - 19:54 | 同時ネット |
| 福島県         | 福島放送（KFB）              | テレビ朝日系列 | 月曜 19:00 - 19:54 | 同時ネット |
| 長野県         | 長野朝日放送（abn）          | テレビ朝日系列 | 月曜 19:00 - 19:54 | 同時ネット |
| 新潟県         | 新潟テレビ21（UX）           | テレビ朝日系列 | 月曜 19:00 - 19:54 | 同時ネット |
| 静岡県         | 静岡朝日テレビ（SATV）       | テレビ朝日系列 | 月曜 19:00 - 19:54 | 同時ネット |
| 石川県         | 北陸朝日放送（HAB）          | テレビ朝日系列 | 月曜 19:00 - 19:54 | 同時ネット |
| 中京広域圏     | 名古屋テレビ（メ～テレ/NBN） | テレビ朝日系列 | 月曜 19:00 - 19:54 | 同時ネット |
| 近畿広域圏     | 朝日放送（ABC）              | テレビ朝日系列 | 月曜 19:00 - 19:54 | 同時ネット |
| 広島県         | 広島ホームテレビ（HOME）     | テレビ朝日系列 | 月曜 19:00 - 19:54 | 同時ネット |
| 山口県         | 山口朝日放送（yab）          | テレビ朝日系列 | 月曜 19:00 - 19:54 | 同時ネット |
| 香川県・岡山県 | 瀬戸内海放送（KSB）          | テレビ朝日系列 | 月曜 19:00 - 19:54 | 同時ネット |
| 愛媛県         | 愛媛朝日テレビ（eat）        | テレビ朝日系列 | 月曜 19:00 - 19:54 | 同時ネット |
| 福岡県         | 九州朝日放送（KBC）          | テレビ朝日系列 | 月曜 19:00 - 19:54 | 同時ネット |
| 長崎県         | 長崎文化放送（ncc）          | テレビ朝日系列 | 月曜 19:00 - 19:54 | 同時ネット |
| 熊本県         | 熊本朝日放送（KAB）          | テレビ朝日系列 | 月曜 19:00 - 19:54 | 同時ネット |
| 大分県         | 大分朝日放送（OAB）          | テレビ朝日系列 | 月曜 19:00 - 19:54 | 同時ネット |
| 鹿児島県       | 鹿児島放送（KKB）            | テレビ朝日系列 | 月曜 19:00 - 19:54 | 同時ネット |
| 沖縄県         | 琉球朝日放送（QAB）          | テレビ朝日系列 | 月曜 19:00 - 19:54 | 同時ネット |

- 通常時は全ネット局で同時ネットではあるが、あくまでローカルセールス枠であることから、一部ネット局では日によっては自主編成のため、臨時非ネットまたは他日振替となる場合があった（スペシャル放送時は20:00飛び乗りネットとすることがある）。また、テレビ朝日以外のフルネット局では臨時に19:54飛び降りとすることがある一方、通常時19:54飛び降り局が臨時フルネットとすることがあった。